# Hr.Ms. Zeeland (1898)
De Hr.Ms. Zeeland was een Nederlands pantserdekschip van de Hollandklasse, gebouwd door de Koninklijke Maatschappij de Schelde in Vlissingen.

## Specificaties
De bewapening van het schip bestond uit twee enkele 150 mm kanonnen, zes enkele 120 mm kanonnen, vier enkele 75 mm kanonnen en twee 450 mm torpedobuizen. Het dekpantser was 50 mm. Het schip was 94 meter lang, 14,8 meter breed en had een diepgang van 5,41 meter. De waterverplaatsing bedroeg 3900 ton. De motoren van het schip leverden 10000 pk waarmee een snelheid van 20 knopen gehaald kon worden. Het schip werd bemand door 371 man.

## Diensthistorie
Het schip werd op 20 maart 1897 te water gelaten op de werf van de Koninklijke Maatschappij De Schelde te Vlissingen. Op 1 juni 1898 werd de Zeeland in dienst genomen. Vanuit Vlissingen vertrekt het schip op 18 juni 1898 voor proeftochten op de Noordzee, waarbij ook een bezoek wordt gebracht aan het Engelse Plymouth. Tijdens een vlootschouw op het Hollandsch Diep op 15 september dat jaar treedt zij op als vlaggenschip voor een vloot van 18 schepen. Deze vlootrevue wordt gehouden ter gelegenheid van de inhuldiging van Koningin Wilhelmina.
Op 24 juni 1905 verblijft de Zeeland in Nederlands-Indië wanneer de Hr. Ms. Hertog Hendrik op weg naar de Golf van Boni vastloopt op het koraal nabij Matjidosteen. De Zeeland onderneemt verschillende pogingen om het schip vlot te trekken maar dit lukt niet. Hierbij breken de bolders van de Zeeland af. De Hendrik kan pas losgetrokken worden als de Japara van de Koninklijke Paketvaart Maatschappij arriveert met sleepmateriaal. Als  kolen, voorraden en munitie van het vastgelopen schip overgeladen zijn kunnen de Japara en het ook gearriveerde De Ruyter het schip lostrekken.
Later dat jaar op 20 juli ondersteunt het schip de landing van een strafexpeditie op Zuid-Celebes tegen de vorst van Boni. Gewapende sloepen van onder ander de Zeeland en  de Hertog Hendrik beschermen de landing van gevechtstroepen.
In 1906 neemt de Zeeland deel aan een strafexpeditie naar Bali waar het op 16 en 17 september samen met De Ruyter en Koningin Regentes de stad Denpasar bombardeert, waarna grondtroepen met geweld het gewapend verzet breken om zo het Nederlandse gezag te herstellen.
De Zeeland is in 1914 weer in het moederland en vertrekt op 2 juli vanuit IJmuiden voor oefeningen op de Noordzee en de Oostzee met aan boord prins Hendrik. Tijdens de tocht worden de havens van Kopenhagen, Sint-Petersburg, Stockholm en Christiania aan gedaan. Op 29 juli arriveert het schip in Den Helder.
Op 7 juni 1917 begint een wereldreis vanuit Den Helder naar Soerabaja via Thorshaven, New York, Curaçao, Colon, Panama, San Francisco, Honolulu, Yokohama en Nagasaki. De Zeeland is de eerste buitenlandse oorlogsbodem die door het pas geopende Panamakanaal vaart. Uiteindelijk komt men 4 november in Soerabaja aan. Tijdens de reis zijn 53 bemanningsleden gedeserteerd in de Verenigde Staten, 45 in New York en 8 in San Francisco. Op 3 december 1917 vertrekt het schip weer naar Nederland via dezelfde route als men gekomen was. In 1924 wordt de Zeeland uit dienst genomen.